# نادي أوريويلا
نادي أوريويلا لكرة القدم (بالإسبانية: Orihuela Club de Fútbol)‏ نادي كرة قدم إسباني يلعب في دوري الدرجة الثالثة الإسباني. تم تأسيس النادي في عام 1993.

## روابط خارجية
- Orihuela CF